# Малый Покров
Малый Покров — село в Тутаевском районе Ярославской области России. В рамках организации местного самоуправления входит в Левобережное сельское поселение, в рамках административно-территориального устройства — относится к Помогаловскому сельскому округу.

## География
Расположено на берегу реки Солдобохоть (приток Чернухи) в 11 километрах к северу от райцентра города Тутаева.

## История
Каменный храм с ярусной колокольней построен в 1818 году на средства прихожан. Престолов было два: во имя святителя Николая, архиепископа Мир Ликийских, чудотворца; во имя Покрова Пресвятой Богородицы. 
В конце XIX — начале XX века село входило в состав Понгиловской волости Романово-Борисоглебского уезда Ярославской губернии.
С 1929 года село входило в состав Помогаловского сельсовета Тутаевского района, с 2005 года — в составе Левобережного сельского поселения.

## Население
| 1859 | 1914 | 2002 | 2007 | 2010 |
| ---- | ---- | ---- | ---- | ---- |
| 10   | ↗24  | ↘2   | →2   | ↘1   |

## Достопримечательности
В селе расположена недействующая Церковь Николая Чудотворца (1818).